# Jane Oineza
Jane Oineza (Pasig, 22 de julho de 1996) é uma atriz filipina.

## Filmografia

### Televisão
| Television | Television                                    | Television | Television                    | Television |
| Ano        | Título                                        | Emissora   | Papel                         |            |
| ---------- | --------------------------------------------- | ---------- | ----------------------------- | ---------- |
| 2013       | Muling Buksan Ang Puso                        | ABS-CBN    | Natalia                       |            |
| 2013       | Wansapanataym: Mommy On Duty                  | ABS-CBN    | Jonah Del Rosario             |            |
| 2013       | Little Champ                                  | ABS-CBN    | Brownsugar                    |            |
| 2013       | Juan dela Cruz                                | ABS-CBN    | Shermaine                     |            |
| 2012       | Maalaala Mo Kaya: Bimpo                       | ABS-CBN    | April                         |            |
| 2012       | Wansapanataym: The Amazing Gelliescope        | ABS-CBN    | Janice Tuazon                 |            |
| 2012       | Maalaala Mo Kaya: Manika                      | ABS-CBN    | Nene                          |            |
| 2012       | Aryana                                        | ABS-CBN    | Perlita                       |            |
| 2012       | Oka2kat                                       | ABS-CBN    | Princess                      |            |
| 2011       | María la del Barrio                           | ABS-CBN    | Vanessa Dela Vega             |            |
| 2011       | Reputasyon                                    | ABS-CBN    | young Catherine Villamayor    |            |
| 2011       | Wansapanataym: Flores De Mayumi               | ABS-CBN    | Sunshine                      |            |
| 2010       | Shout Out!                                    | ABS-CBN    | Herself/Miyerkulitz group     |            |
| 2010       | Maalaala Mo Kaya: Manika                      | ABS-CBN    | Maricris                      |            |
| 2010       | Maalaala Mo Kaya: Bahay                       | ABS-CBN    | Nicole                        |            |
| 2010       | ASAP XV                                       | ABS-CBN    | Herself/Performer             |            |
| 2010       | Magkano Ang Iyong Dangal?                     | ABS-CBN    | young Alona Sandoval          |            |
| 2009       | Maalaala Mo Kaya: Relo                        | ABS-CBN    | Apple                         |            |
| 2009       | Maalaala Mo Kaya: Bola (The Vice Ganda story) | ABS-CBN    | Jamie                         |            |
| 2009       | Ganda Kid                                     | ABS-CBN    | Herself                       |            |
| 2008       | Maalaala Mo Kaya: Medyas                      | ABS-CBN    | Jerelyn                       |            |
| 2008       | Ligaw na Bulaklak                             | ABS-CBN    | Lilette                       |            |
| 2008       | Kung Fu Kids                                  | ABS-CBN    | Moira "Moi" Ocampo            |            |
| 2007       | Maalaala Mo Kaya: Telebisyon                  | ABS-CBN    | young Onay                    |            |
| 2007       | Prinsesa ng Banyera                           | ABS-CBN    | young Maningning Burgos       |            |
| 2006       | Bida Si Mister, Bida Si Misis                 | ABS-CBN    | Daughter of Maricel and Cesar |            |
| 2005       | Maalaala Mo Kaya: Unan (The Julie Vega story) | ABS-CBN    | young Julie                   |            |
| 2005       | Wansapanataym                                 | ABS-CBN    | Susie                         |            |
| 2005       | Goin' Bulilit                                 | ABS-CBN    | Herself                       |            |
| 2004       | Maalaala Mo Kaya: Poste                       | ABS-CBN    | young Shaina                  |            |
| 2004       | Marina                                        | ABS-CBN    | young Marina/Christina        |            |
| 2003       | Sana'y Wala Nang Wakas                        | ABS-CBN    | Young Arabella Grace Garcia   |            |
| 2002       | Sa Dulo ng Walang Hanggan                     | ABS-CBN    | Arabella Crisostomo           |            |

### Cinema
| 2012 | 24/7 in Love                 | Bambi             |
| 2012 | Amorosa                      | Amanda            |
| 2010 | I Do                         | Awit              |
| 2010 | Miss You Like Crazy          | Magdalena Samonte |
| 2007 | Supahpapalicious             | Special Guest     |
| 2007 | Bahay Kubo: A Pinoy Mano Po! | young Rose        |
| 2004 | Resiklo                      | Spy               |
| 2002 | Bakit Papa?                  | Blossom           |